# Los Angeles FC
Los Angeles Football Club, thường được gọi là LAFC, là một câu lạc bộ bóng đá có trụ sở tại Los Angeles, Hoa Kỳ. Câu lạc bộ đang thi đấu với tư cách là thành viên Liên đoàn miền Tây tại Giải bóng đá nhà nghề Mỹ (MLS). Câu lạc bộ được thành lập vào ngày 30 tháng 10 năm 2014 và bắt đầu thi đấu trong mùa giải năm 2018. Sân nhà của câu lạc bộ hiện tại là Sân vận động Banc of California,  dành riêng cho bóng đá ở Công viên Exposition.
Chủ sở hữu của câu lạc bộ là Brandon Beck, Larry Berg và Bennett Rosenthal. Los Angeles FC cũng có nhiều chủ sở hữu bộ phận khác. Huấn luyện viên trưởng mới nhậm chức của câu lạc bộ là Bob Bradley (2017-2021). Trong mùa giải thứ hai, Los Angeles FC đã vô địch Supporters' Shield và giành được Giải thưởng MVP của Landon Donovan.Năm 2020, Los Angeles FC là Á quân tại CONCACAF Champions League, thua Tigres.
Kể từ khi câu lạc bộ bắt đầu thi đấu, Los Angeles FC đã có sự cạnh tranh gay gắt với LA Galaxy, Sự kình địch giữa hai câu lạc bộ đã được những cổ động viên của cả hai câu lạc bộ mệnh danh là El Tráfico

## Lịch sử
Ngày 30 tháng 10 năm 2014, Giải bóng đá nhà nghề Mỹ đã mở rộng mới đến Los Angeles, lấp đầy chỗ trống trên thị trường do Chivas USA giải thể 3 ngày trước. Ngày 15 tháng 9 năm 2015, câu lạc bộ thông báo rằng Câu lạc bộ bóng đá Los Angeles, trước đây đã được sử dụng để làm tên giữ chỗ cho câu lạc bộ, sẽ là tên câu lạc bộ chính thức.. Henry Nguyễn, chủ sở hữu chính của Los Angeles FC vào thời điểm đó, đã bóng gió về khả năng ngay sau khi câu lạc bộ được công bố trong việc mô tả cái tên "vượt thời gian".
LAFC đã công bố Bob Bradley làm huấn luyện viên trưởng vào tháng 7 năm 2017, tham gia cùng tổng giám đốc John Thorrington trong cuộc tìm kiếm các cầu thủ. Tiền đạo người México Carlos Vela đã ký hợp đồng với tư cách là cầu thủ được chỉ định đầu tiên của câu lạc bộ vào ngày 11 tháng 8 năm 2017.
Ngày 4 tháng 3 năm 2018, trận đầu tiên của LAFC tại MLS, thắng 1–0 trước Seattle Sounders FC tại CenturyLink Field, Seattle. Cầu thủ đầu tiên của LAFC đã ghi bàn thắng phút thứ 11, với kiến tạo của Carlos Vela là Diego Rossi.
Ngày 31 tháng 3 năm 2018, LAFC đã trải qua trận thua MLS đầu tiên, thua LA Galaxy 4–3 trong trận đầu tiên của Zlatan Ibrahimović. LAFC là đội thứ hai từng thua một trận MLS sau khi dẫn trước 3–0 trong trận đấu này. Bất chấp trận thua, LAFC đã thắng 4 trong 6 trận trong chuyến hành quân khởi đầu mùa giải, trở thành đội đầu tiên giành được 12 điểm từ một trận mở màn mùa giải kéo dài từ 6 trận trở lên. Họ đã kết thúc mùa giải với 7 trận thắng, nhiều nhất đối với một đội mở rộng trong trận đấu luân lưu.
Ngày 6 tháng 10 năm 2018, LAFC giành được vị trí playoff đầu tiên sau chiến thắng 3–0 trước Colorado Rapids đứng thứ ba ở miền Tây, nhưng bị đánh bại trên sân nhà ở vòng đầu tiên trong trận thua 3–2 trước đội đứng thứ sáu Real Salt Lake.

### Năm 2020
Los Angeles F.C. xuất hiện lần đầu tiên, tạie 2020 CONCACAF Champions League, và tiến vào vòng 16 đội sau khi đánh bại Club León với tỷ số chung cuộc 3–2 sau khi thua trận lượt đi với tỷ số 2–0. Sau khi giải đấu bị gián đoạn vì đại dịch COVID-19, Los Angeles F.C. đánh bại được Cruz Azul (2-1) và Club América (3–1) trong các trận tứ kết và bán kết. Họ đã trở thành đội thứ ba của MLS tiến vào Chung kết, họ bị đánh bại bới Tigres UANL với tỷ số 2–1, đã về nhì trong giải đấu này.

## Sân vận động

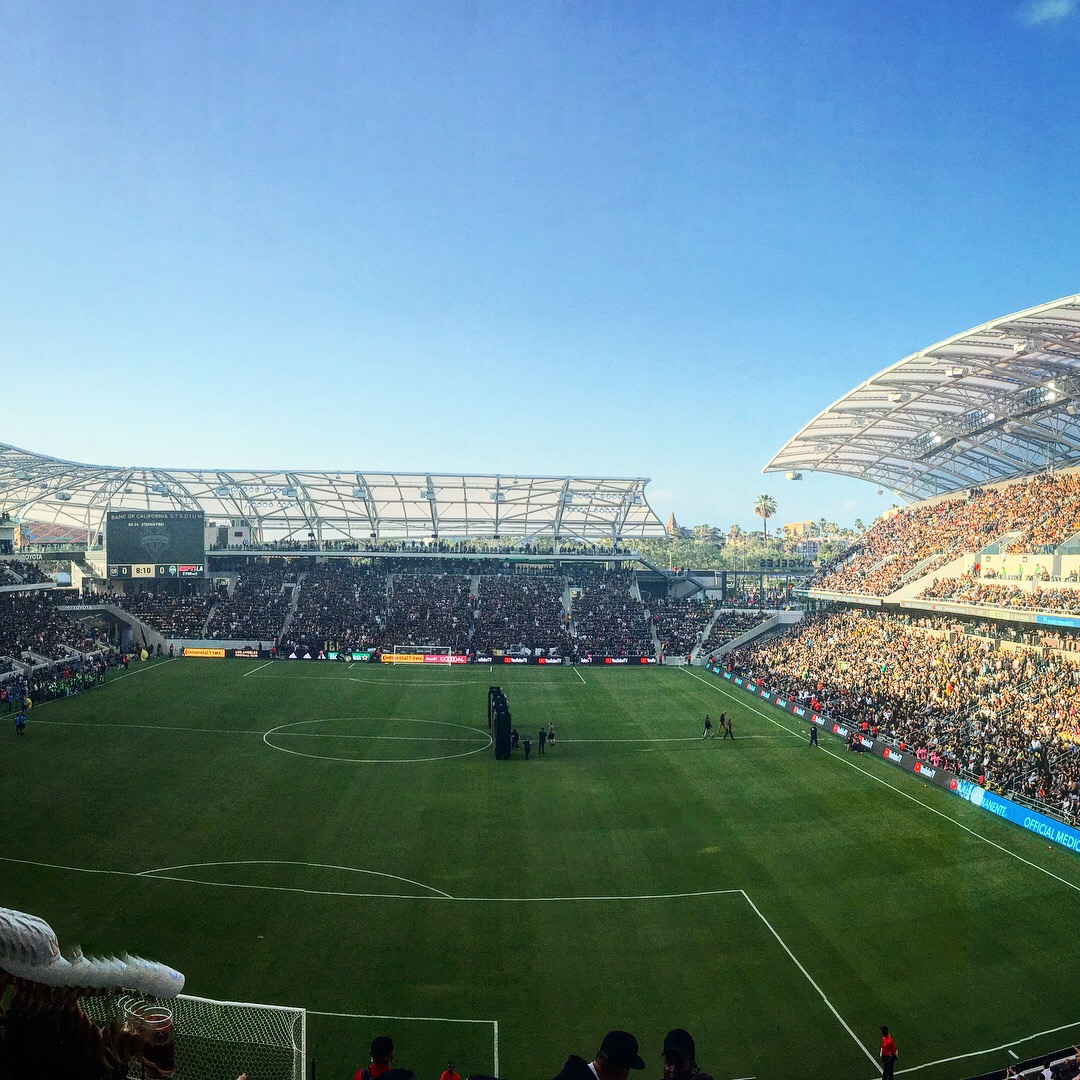
Sân vận động Banc of California trong trận đấu của LAFC

Ngày 17 tháng 5 năm 2015, đội đã chọn địa điểm Đấu trường Tưởng niệm Los Angeles để xây dựng một sân vận động hiện đại 22.000 chỗ ngồi cho MLS ở Công viên Exposition, ước tính trị giá 250 triệu USD. Nhóm ước tính dự án sẽ tạo ra 1.200 công việc xây dựng tạm thời và 1.800 công việc toàn thời gian, tạo ra 2,5 triệu USD doanh thu thuế hàng năm. Báo cáo tác động môi trường, phá dỡ nhà thi đấu và xây dựng sân vận động dự kiến sẽ mất 3 năm và trì hoãn trận ra mắt sang năm 2018.
Ngày 6 tháng 5 năm 2016, Hội đồng thành phố Los Angeles đã thông qua sân vận động, dọn đường cho việc xây dựng sân vận động.
Một buổi lễ động thổ diễn ra vào ngày 23 tháng 8 năm 2016. Tại sự kiện có sự tham dự của chủ sở hữu và đội xây dựng, LAFC đã công bố một thỏa thuận quyền đặt tên trị giá 100 triệu USD cho Sân vận động Banc of California. Việc phá dỡ Đấu trường Tưởng niệm Los Angeles bắt đầu ngay sau khi khởi công và hoàn thành vào tháng 10 năm 2016.
Sự kiện công khai đầu tiên tại sân vận động là buổi tập mở rộng và lễ cống hiến được tổ chức vào ngày 18 tháng 4 năm 2018. Trận đấu trên sân nhà đầu tiên của câu lạc bộ được diễn ra vào ngày 29 tháng 4 năm 2018, gặp Seattle Sounders FC, với chiến thắng 1–0. Bàn thắng duy nhất được ghi bởi Laurent Ciman trước đám đông có sức chứa 22.000 người.

## Câu lạc bộ truyền thống
Sau khi ra mắt, các cổ động viên đã được tham khảo ý kiến về nhiều quyết định ban đầu của câu lạc bộ bao gồm màu sắc của đội, giao diện của huy hiệu và thiết kế của Sân vận động Banc of California, được xây dựng trên khu đất trước đây thuộc LA Sports Arena. Phần lớn trọng tâm tiếp thị là đến thế hệ millennials, dẫn đến quyết định đến chơi gần trung tâm thành phố Los Angeles. đã thực hiện một cách tiếp cận cơ sở để xây dựng câu lạc bộ bằng cách thành lập học viện LAFC và ký hợp đồng với những triển vọng trẻ hơn bao gồm Walker Zimmerman, Tristan Blackmon, João Moutinho, và Diego Rossi.

### Cổ động viên
Các cổ động LAFC được gọi chung là "The 3252", tham chiếu đến số lượng ghế trong khu vực những cổ động viên đứng an toàn tại Sân vận động Banc of California, cũng như thêm tới 12, ám chỉ những người cổ động viên là người thứ 12 của đội. 3252 là hiệp hội những người cổ động viên độc lập của câu lạc bộ, bao gồm số lượng ngày càng tăng các nhóm cổ động viên liên kết và những người cổ động viên độc lập với tư cách thành viên tích cực theo mùa.

### Kình địch
Đối thủ chính của Los Angeles FC là LA Galaxy, đội bóng chơi ở ngoại Carson. Loạt trận giữa hai đội được gọi là (tiếng Tây Ban Nha có nghĩa là "Giao Thông"), thuật ngữ do người hâm mộ MLS đặt ra và được các hãng truyền thông thông qua sau các cuộc thăm dò của các blog SB Nation LAG Confidential và Angels on Parade. Nó đề cập đến tình trạng tắc nghẽn giao thông khét tiếng ở Los Angeles, trong số những điều tồi tệ nhất ở Hoa Kỳ và thế giới, trong khi phục vụ như một vở kịch về "El Clásico". MLS không có kế hoạch đăng ký nhãn hiệu cho tên này. Kình địch còn được gọi là "Los Angeles Derby", biệt danh cũng được cho là SuperClasico.
LAFC cũng có sự cạnh tranh trên sân với Portland Timbers. Các đội đã chơi hai trận trong vòng 4 ngày vào tháng 7 năm 2018, cả hai đều chơi tại Sân vận động Banc of California trận đầu tiên, một trận đấu trong giải đấu, kết thúc với tỷ số hòa; trận thứ hai, một trận tứ kết U.S. Open Cup, là một trận đấu thử thách kết thúc với chiến thắng với tỷ số 3-2. Các trận đấu của họ vào năm 2019 đã khiến cây bút Brian Taylor của MLS gọi trận đấu này là "một cuộc đối đầu mới ... giữa các ứng cử viên nặng ký của Western Conference"; LAFC đã quét các trận đấu của giải đấu với tỷ số 4-1 ở Los Angeles và 3-2 ở Portland, nhưng Timbers trả đũa ở trận tứ kết, thua trận của LAFC với tỷ số 0-1.

## Đội hình
Tính đến 4 tháng 8 năm 2025
Ghi chú: Quốc kỳ chỉ đội tuyển quốc gia được xác định rõ trong điều lệ tư cách FIFA. Các cầu thủ có thể giữ hơn một quốc tịch ngoài FIFA.
| Số | VT | Quốc gia    | Cầu thủ                            |
| -- | -- | ----------- | ---------------------------------- |
| 1  | TM | Pháp        | Hugo Lloris                        |
| 4  | HV | Colombia    | Eddie Segura                       |
| 6  | TV | Brasil      | Igor Jesus                         |
| 7  | TĐ | Hàn Quốc    | Son Heung-min (DP)                 |
| 8  | TV | Hoa Kỳ      | Mark Delgado                       |
| 11 | TV | Hoa Kỳ      | Timothy Tillman                    |
| 12 | TM | Canada      | Thomas Hasal                       |
| 14 | HV | Tây Ban Nha | Sergi Palencia                     |
| 15 | HV | Ý           | Lorenzo Dellavalle                 |
| 17 | TĐ | Hoa Kỳ      | Jeremy Ebobisse                    |
| 18 | TM | México      | David Ochoa                        |
| 20 | TV | Ghana       | Yaw Yeboah                         |
| 21 | TV | Canada      | Ryan Raposo                        |
| 23 | TV | Hoa Kỳ      | Frankie Amaya (cho mượn từ Toluca) |
| 24 | HV | Hoa Kỳ      | Ryan Hollingshead                  |

| Số | VT | Quốc gia    | Cầu thủ                                     |
| -- | -- | ----------- | ------------------------------------------- |
| 25 | HV | Luxembourg  | Maxime Chanot                               |
| 27 | TĐ | El Salvador | Nathan Ordaz (HG)                           |
| 29 | HV | Ukraina     | Artem Smolyakov                             |
| 30 | TĐ | Venezuela   | David Martínez                              |
| 33 | HV | Hoa Kỳ      | Aaron Long (đội trưởng)                     |
| 43 | TV | Hoa Kỳ      | Adam Saldana                                |
| 45 | HV | Hoa Kỳ      | Kenny Nielsen                               |
| 56 | TV | Hoa Kỳ      | Jude Terry (HG)                             |
| 66 | TV | Canada      | Mathieu Choinière (cho mượn từ Grasshopper) |
| 77 | TĐ | Hoa Kỳ      | Adrian Wibowo (HG)                          |
| 80 | TV | Na Uy       | Odin Thiago Holm (cho mượn từ Celtic)       |
| 91 | HV | Hoa Kỳ      | Nkosi Tafari                                |
| 99 | TĐ | Gabon       | Denis Bouanga (DP)                          |
| —  | HV | Scotland    | Ryan Porteous                               |

## Ban lãnh đạo

### Đội ngũ huấn luyện
Tính đến ngày 9 tháng 2 năm 2022
| Vị trí      | Tên                        |
| ----------- | -------------------------- |
| HLV trưởng  | Steve Cherundolo           |
| Trợ lý HLV  | Ante Razov Marc Dos Santos |
| HLV thủ môn | Oka Nikolov                |

### Hội đồng quản trị
Tính đến ngày 31 tháng 3 năm 2021
| Vị trí                        | Tên                            |
| ----------------------------- | ------------------------------ |
| Tổng quản lý sở hữu           | Larry Berg                     |
| Phó quản lý sở hữu            | Brandon Beck Bennett Rosenthal |
| Chủ tịch và chủ sở hữu        | Peter Guber                    |
| Phó chủ tịch và chủ sở hữu    | Henry Nguyen                   |
| Phó chủ tịch và tổng giám đốc | John Thorrington               |
| Giám đốc và chủ sở hữu        | Ruben Gnanalingam Mitch Lasky  |
| Giám đốc thể thao             | Marco Garcés                   |

## Danh hiệu
- MLS Supporters' Shield
  - Vô địch (1): 2019
- CONCACAF Champions' League
  - Á quân (2): 2021
- MLS Cup
  - Vô địch (1): 2022